# Olympische Sommerspiele 1992/Teilnehmer (Sambia)
| Gelbes Symbol für Goldmedaillen mit stilisierten Olympischen Ringen | Graues Symbol für Silbermedaillen mit stilisierten Olympischen Ringen | Braundes Symbol für Bronzemedaillen mit stilisierten Olympischen Ringen |
| ------------------------------------------------------------------- | --------------------------------------------------------------------- | ----------------------------------------------------------------------- |
| —                                                                   | —                                                                     | —                                                                       |

Sambia nahm an den Olympischen Sommerspielen 1992 in Barcelona, Spanien, mit einer Delegation von neun Sportlern (acht Männer und eine Frau) an elf Wettkämpfen in drei Sportarten teil. Medaillen konnten keine gewonnen werden. Es war die sieben Teilnahme an Olympischen Sommerspielen für das Land.

## Teilnehmer nach Sportarten

### Boxen
Herren
- Felix Bwalya
  - Leichtgewicht

Runde eins: ausgeschieden gegen Rashi Ali Hadj Matumla aus Tansania nach Punkten (8:16)
Rang 17

- Joseph Chongo
  - Bantamgewicht

Runde eins: gegen Magno Ruiz aus Guatemala nach Punkten durchgesetzt (7:3)
Runde zwei: ausgeschieden gegen Serafim Todorow aus Bulgarien nach Punkten (6:18)
Rang neun

- Steven Chungu
  - Federgewicht

Runde eins: gegen Paul Griffin aus Irland durch technischen KO in der zweiten Runde durchgesetzt
Runde zwei: ausgeschieden gegen Victoriano Damián Sosa aus der Dominikanischen Republik nach Punkten (9:11)
Rang neun

- Daniel Fulanse
  - Halbweltergewicht

Runde eins: gegen Abdelkader Wahabi aus Belgien nach Punkte durchgesetzt (13:3)
Runde zwei: ausgeschieden gegen László Szűcs aus Ungarn nach Punkten (7:15)
Rang neun

### Judo
Herren
- Leyton Mafuta
  - Superleichtgewicht

Rang 23

### Leichtathletik
Damen
- Ngozi Mwanamwambwa
  - 100 Meter

Runde eins: ausgeschieden in Lauf fünf (Rang sieben), 12,13 Sekunden
  - 200 Meter

Runde eins: ausgeschieden in Lauf drei (Rang sechs), 24,59 Sekunden
  - 400 Meter

Runde eins: ausgeschieden in Lauf fünf (Rang sechs), 54,88 Sekunden

Herren
- Cephas Lemba
  - 400 Meter Lauf

Runde eins: in Lauf neun (Rang drei) für das Viertelfinale qualifiziert, 45,94 Sekunden
Viertelfinale: ausgeschieden in Lauf drei, Rennen nicht beendet (DNF)

- Samuel Matete
  - 400 Meter Hürden

Runde eins: in Lauf zwei (Rang eins) für das Halbfinale qualifiziert, 49,89 Sekunden
Halbfinale: ausgeschieden in Lauf zwei, disqualifiziert

- Godfrey Siamusiye
  - 5000 Meter Lauf

Runde eins: ausgeschieden in Lauf eins (Rang elf), 14:08,83 Minuten